# Ҿ
Ҿ, ҿ — кирилична літера, утворена від Ҽ, що походить від латинської C. Використовується в абхазькій абетці, де займає 14-ту позицію. Позначає приголосний /ʈʂ/. 
В латиниці цю букву передають як č̣, č̦, ḉ, ç̄’ або ćh́, в грузинському варіанті — як ჭə.